# Płamen Dimow
Płamen Dijanow Dimow (bułg. Пламен Диянов Димов; ur. 29 października 1990 w Burgasie) – bułgarski piłkarz grający na pozycji obrońcy w Spartak Warna.

## Kariera klubowa
Dimow rozpoczął karierę w Czernomorcu Pomorie. W 2009 został włączony do pierwszego składu tego klubu. W grudniu 2011 przeszedł do Czernomorca Burgas. W styczniu 2013 został zawodnikiem Lewskiego Sofia, z którym podpisał czteroipółletni kontrakt. W lutym 2015 trafił do Kajsaru Kyzyłorda, a w lipcu 2015 przeszedł do Szachtioru Karaganda.

## Życie prywatne
Jest synem Dijana Petkowa. Jego brat bliźniak Galin również jest piłkarzem.